# Caryl Chessman
Carol Whittier „Caryl“ Chessman (* 27. Mai 1921 in St. Joseph, Michigan; † 2. Mai 1960 im San Quentin State Prison, Kalifornien) war ein wegen Raubes und Vergewaltigung zum Tode verurteilter US-Amerikaner, der vor allem wegen seines zwölfjährigen Aufenthalts in der Todeszelle 2455 in San Quentin bekannt wurde.
Chessman, der bis zuletzt seine Unschuld beteuerte und im Todestrakt mehrere Bücher verfasste, wurde am 2. Mai 1960 in der Gaskammer des Gefängnisses hingerichtet. Der Fall erregte weltweit Aufmerksamkeit und löste eine weitreichende Diskussion über die Rechtmäßigkeit der Todesstrafe aus. Ob Chessman tatsächlich der so genannte „Rotlicht-Bandit“ (englisch: „Red Light Bandit“) war, für dessen Taten er hingerichtet wurde, ist auch mehr als ein halbes Jahrhundert nach seinem Tod umstritten.

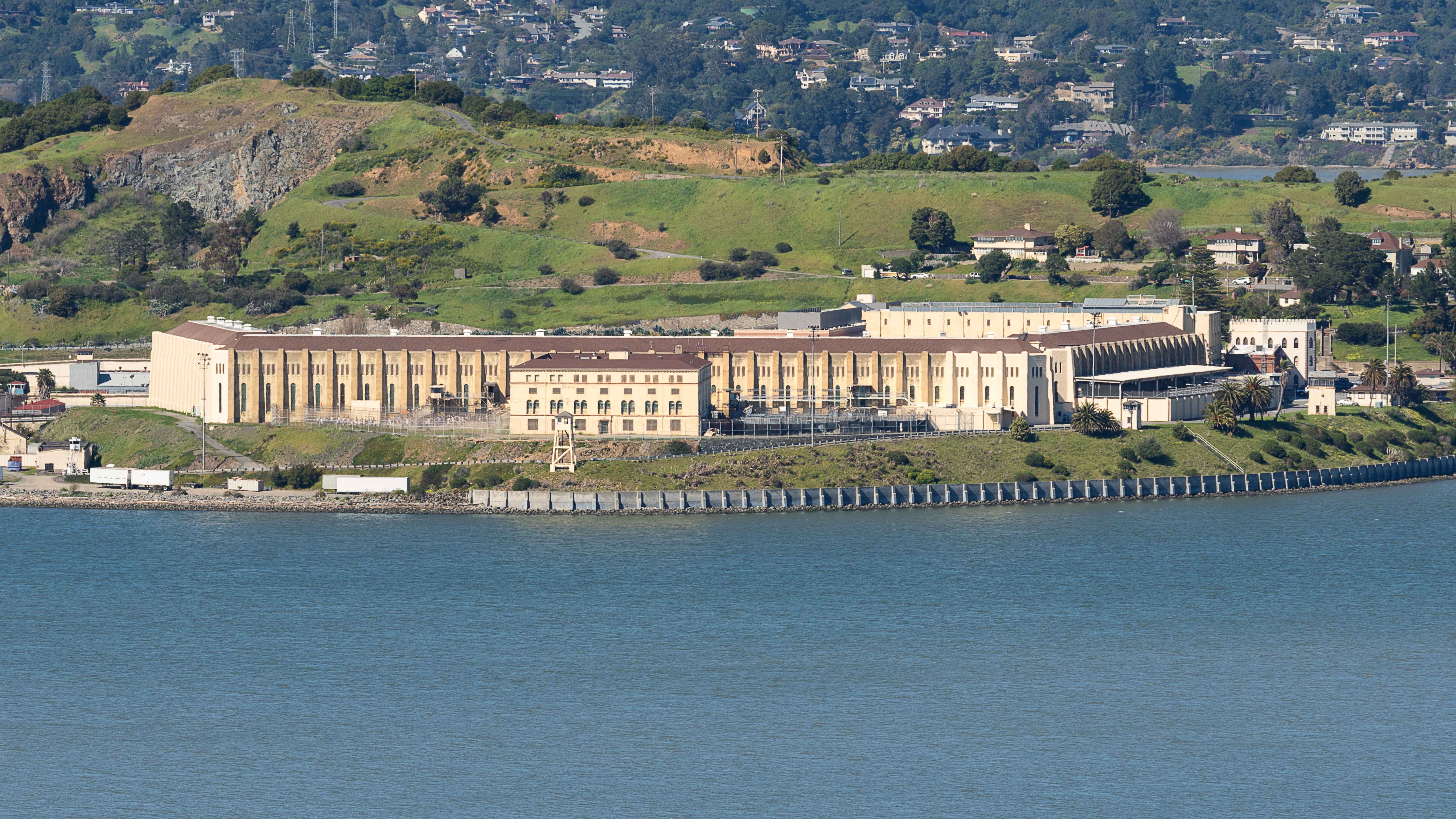
Das San Quentin State Prison, in dessen Todestrakt Caryl Chessman zwölf Jahre auf seine Hinrichtung wartete

## Leben

### Jugendjahre
Chessman, dessen Vater Serl Chessman ein direkter Nachkomme des Dichters und Abolitionisten John Greenleaf Whittier (1807–1892) war, wurde 1921 als Carol Whittier Chessman im US-Bundesstaat Michigan geboren. Sein zweiter Vorname wurde auf Wunsch seines Vaters von seinem bekannten Vorfahren übernommen. Seinen eher weiblich klingenden Vornamen Carol, der ihm bereits als Kind viel Spott einbrachte, modifizierte Chessman nach und nach in Caryl. Der Name wurde jedoch nie von offizieller Seite geändert.
Chessmans Familie zog bereits kurz nach dessen Geburt in die kalifornische Stadt Glendale um. Seine Jugend war von zahlreichen schweren Erkrankungen und häufigen Wohnortwechseln geprägt. So erkrankte er mit fünf Jahren an einer lebensbedrohlichen Lungenentzündung. Nachdem sich bei ihm später Anzeichen für Asthma zeigten, zog die Familie nach Pasadena, wo das vermeintlich bessere Klima die Auswirkungen der Krankheit lindern sollte. Hier entdeckte Chessman sein Talent für das Klavierspiel, das er allerdings nach einer schweren Hirnhautentzündung aufgeben musste. Im Alter von acht Jahren überlebte er einen schweren Verkehrsunfall auf dem Rücksitz des Autos seiner Mutter. Chessmans Mutter blieb fortan querschnittsgelähmt, er selbst erlitt einen Nasen- und einen Kieferbruch.
Die Lähmung der Mutter verschlechterte die finanzielle Situation der Chessmans und die Familie musste erneut in eine schlechtere Wohngegend von Glendale umziehen. Später erkrankte Chessman an Diphtherie und musste ein halbes Jahr das Bett hüten. Nach seiner Genesung beging Chessman seine ersten Straftaten. Auf mehrere Einbrüche folgten erste Autodiebstähle und Geldfälschung. Bei einem Überfall auf eine Metzgerei wurde Chessman verhaftet, konnte jedoch aus dem Gefängnis fliehen. Im Jahr 1937 wurde er nach einem Autodiebstahl erneut verhaftet und in die Besserungsanstalt „County Forrestry Camp“ gebracht, aus dem er ebenfalls zweimal floh. Daraufhin wurde er an die „Preston State Industrial School“ in Ione überwiesen, aus der ihn der zuständige Richter ein Jahr später wieder entließ.
Chessman setzte seine Einbrüche und Diebstähle fort. Hinzu kamen Überfälle auf Bordelle in den Hollywood Hills. Nach einer weiteren Verhaftung kam er wegen Autodiebstahls und Geldfälschung erneut in die „State Industrial School“. Erst im Juni 1939 wurde er entlassen und zog zu seinen Eltern nach Los Angeles. Nur wenige Wochen danach kam er erneut mit dem Gesetz in Konflikt und wurde für einen Diebstahl ins Gefängnis gesperrt. Nach mehreren Diebstählen und längeren Aufenthalten in Besserungsanstalten lernte Chessman ein Mädchen kennen, mit dem er nach Las Vegas flüchtete. Nach der Rückkehr nach Glendale heirateten beide. Doch schon kurz nach der Heirat gründete Chessman mit Jugendlichen, die er in den Besserungsanstalten kennengelernt hatte, eine Bande und beging weitere Überfälle und Diebstähle.
Bei einem Überfall auf eine Tankstelle wurde er abermals verhaftet und im darauffolgenden Verfahren schuldig der Teilnahme an vier Einbrüchen gesprochen. Chessman wurde zu 16 Jahren Haft verurteilt. Am 11. Mai 1941 betrat Chessman das erste Mal das Gefängnis San Quentin. Seine Zelle lag gegenüber dem Todestrakt, in dem er später die letzten Jahre seines Lebens verbringen sollte. Im Gefängnis wurde er zum Hauptassistenten des Erziehungsbeauftragten und war Leiter des „Prisoner Debating Team“.
Ab 1942 verfasste er Beiträge für das Radioprogramm „San Quentin on Air“. Aufgrund seiner vorbildlichen Führung wurde Chessman nach einem Jahr in die Haftanstalt in Chino verlegt. Die Sicherheitsvorkehrungen waren dort deutlich geringer und so flüchtete er nach vier Monaten Aufenthalt durch ein Hintertor, wo er bereits von Freunden mit einem Fluchtauto erwartet wurde.
Schon kurze Zeit darauf wurde er wieder verhaftet und erneut nach San Quentin gebracht, wo er bis 1945 blieb. Anschließend wurde er nach Sacramento verlegt. Nachdem sich seine Frau von ihm scheiden ließ, verbrachte Chessman noch zwei weitere Jahre in Haft. Der Rest seiner Strafe wurde im Dezember 1947 zur Bewährung ausgesetzt. Nach seiner Entlassung ging er nach Los Angeles, wo er mehrere bewaffnete Überfälle auf Wettbüros beging.

### Der Rotlicht-Bandit
Chessman war noch keine zwei Monate auf freiem Fuß, als er am 23. Januar 1948 zusammen mit seinem Komplizen David H. Knowles verhaftet wurde, nachdem sich beide zuvor eine Verfolgungsjagd mit der Polizei geliefert hatten. Bei der Verfolgung wurde Chessmans Auto von der Polizei beschossen. Nach seiner Inhaftierung wurde er bezichtigt, der berüchtigte „Rotlicht-Bandit“ zu sein, der in Los Angeles seit mehreren Wochen Liebespaare überfiel. Der Rotlicht-Bandit suchte sich stets in einsamen Ausfallstraßen parkende Wagen aus. Den Insassen vermittelte er durch eine Blinkleuchte auf dem Dach seines Wagens den Eindruck, es handele sich um eine Polizeistreife. Von den Opfern verlangte er die Herausgabe der Geldbörsen und in einigen Fällen ließ er das weibliche Opfer aus dem Wagen aussteigen, um ihn zu begleiten. In mindestens zwei Fällen zwang der Täter das Opfer zu Fellatio. Eines der Opfer war ein siebzehnjähriges Mädchen, das infolge der Vergewaltigung mehrere Jahre in einer psychiatrischen Klinik verbrachte.

### Prozess und Jahre in der Haft
Aufgrund der Aussagen einiger Augenzeugen wurde Chessman vor Gericht gestellt. Dort verteidigte er sich selbst und behauptete während der Verhandlung, dass das Geständnis, welches er zuvor unterschrieben hatte, ihm von der Polizei mit Gewalt abgenötigt worden war. Weiterhin behauptete er, dass ihm die Identität des wahren Rotlicht-Banditen bekannt sei. Er sei allerdings nicht bereit, dessen Namen zu verraten, da es sich um eine ihm nahestehende Person handele.
Am 25. Juni 1948 endete vor dem Schwurgericht in Los Angeles die Verhandlung des Falls „The People of the State of California versus Caryl Chessman“. Ihm wurden insgesamt 17 Verbrechen wie Raub, Entführung und Vergewaltigung zur Last gelegt. Die Jury verkündete das Urteil: zweimal Tod durch Vergasen. Weiterhin erhielt er 15 Freiheitsstrafen, darunter einmal lebenslänglich.
Dass Chessman für Entführung überhaupt zum Tod verurteilt werden konnte, war nur aufgrund des Federal Kidnapping Act möglich. Dieses nach der Entführung von Charles Lindberghs Sohn eingeführte Gesetz war auch als „Lindbergh-Gesetz“ bekannt und wurde ursprünglich zur Bekämpfung von Kindesentführungen gedacht. Verschiedene US-Bundesstaaten, darunter Kalifornien, führten eigene Varianten des Gesetzes ein, die auch als „Kleine Lindbergh-Gesetze“ bezeichnet wurden. Nach diesem Gesetz konnte ein Verbrecher, falls er seinem Opfer bei der Entführung physischen Schaden zufügte, zum Tode verurteilt werden. Dieses Gesetz fand bei Chessman Anwendung, der laut der Jury zwei seiner Opfer bei der Entführung vergewaltigt haben soll. Obwohl die Opfer dabei „nur“ wenige Meter vom Auto entfernt zum Ausführen sexueller Handlungen gezwungen wurden, wurde dies vom Gericht als Kidnapping mit anschließender Vergewaltigung interpretiert. Ausschließlich auf Basis dieser Entscheidung konnte Chessman zum Tode verurteilt werden.
Am 5. Juli 1948 wurde Chessman in den Todestrakt verlegt. Im Gefängnis wandelte er sich zum Schriftsteller und schrieb vier Bücher. Bereits vom ersten, 1954 veröffentlichten Buch Cell 2455 Death Row wurden über eine Million Stück verkauft. Das Buch wurde in 18 Sprachen übersetzt, darunter ins Deutsche. In seinem dritten Buch The Face of Justice, behauptet Chessman, dass er Vorkehrungen getroffen habe, die Identität des Rotlicht-Banditen 50 Jahre nach dem Tag zu lüften, an dem der Staat Kalifornien ein Moratorium der Todesstrafe abgelehnt hatte. Chessman lernte in der Haft unter anderem den späteren Country-Star Merle Haggard kennen, der in San Quentin eine Strafe wegen Einbruchs verbüßte.
Während seiner Inhaftierung versuchte Chessman eine Wiederaufnahme seines Verfahrens zu erreichen. Er berief sich dabei auf die ungenauen Abschriften der Gerichtsprotokolle. Der ursprüngliche Stenograf war noch während des Prozesses verstorben und zwei Drittel der Aussagen noch nicht vollständig transkribiert. Der neu eingesetzte Stenograf war von Chessman erfolglos als befangen abgelehnt worden, da er mit dem Ankläger verwandt und zudem Alkoholiker war. Er veränderte die Aufzeichnungen seines Vorgängers und konnte im Gerichtssaal einige seiner eigenen Aufzeichnungen nicht korrekt interpretieren. Chessman legte insgesamt 42 Berufungen gegen das Urteil ein und wollte seinen Prozess mit Unterstützung eines Anwalts bis vor den Obersten Gerichtshof der Vereinigten Staaten bringen.
Sein Hinrichtungstermin wurde in den folgenden Jahren achtmal verschoben. Die folgende Übersicht zeigt die geplanten Hinrichtungstermine und die Aufschubdaten:
| Geplanter Hinrichtungstermin | Aufschubdatum                        |
| ---------------------------- | ------------------------------------ |
| 28. März 1952                | 19. Februar 1952                     |
| 27. Juni 1952                | 23. Juni 1952                        |
| 14. Mai 1954                 | 13. Mai 1954                         |
| 30. Juli 1954                | 28. Juli 1954                        |
| 14. Januar 1955              | 11. Januar 1955                      |
| 15. Juli 1955                | 5. Juli 1955                         |
| 23. Oktober 1959             | 21. Oktober 1959                     |
| 19. Februar 1960             | 19. Februar 1960                     |
| 2. Mai 1960                  | Hinrichtung trotz erneuten Aufschubs |

Zuletzt wurde Chessmans Hinrichtung am 19. Februar 1960 aufgeschoben. Der damalige kalifornische Gouverneur Pat Brown war ein Gegner der Todesstrafe. Jedoch hatte er bis dato nicht im Fall Chessman interveniert. Nur Stunden vor dem angesetzten Hinrichtungstermin verschob er diesen um 60 Tage. Brown behauptete später, die Exekution nur aufgrund einer Südamerikareise Präsident Dwight D. Eisenhowers verschoben zu haben. Eine Hinrichtung Chessmans hätte dessen Sicherheit gefährden können, da der Fall bereits zu starken antiamerikanischen Protesten in Uruguay geführt hatte. Auch die brasilianische Regierung drückte ihre Bedenken gegen das Urteil aus und auch aus anderen Ländern wurden Petitionen mit tausenden Unterschriften für eine Begnadigung Chessmans eingereicht. Ein als „Minuteman“ bekannter Rodeo-Reiter ritt von San Francisco nach Sacramento und sammelte auf seinem Weg Unterschriften zur Rettung Chessmans.
Die ständig verschobenen Hinrichtungstermine kommentierte Chessman folgendermaßen:
Eine Katze, wurde mir gesagt, hat neun Leben. Falls das zutrifft, weiß ich, wie sich eine Katze fühlt, wenn sie unter den haarsträubendsten Bedingungen gezwungen ist, die ersten acht dieser Leben in einer Kammer-des-Schreckens-Schlacht für ihr Überleben auszugeben, und der Sensenmann es sich in den Kopf gesetzt hat, dass es ein großartiger Scherz wäre, zu versuchen, auch noch das neunte einzusacken.
Die bevorstehende Hinrichtung Chessmans führte weltweit zu Protesten und scharfer Kritik am US-amerikanischen Rechtssystem. Während das Urteil in der US-amerikanischen Bevölkerung weitestgehend Zustimmung fand, sprachen sich vor allem Intellektuelle wie die Menschenrechtsaktivistin Eleanor Roosevelt, die Schriftsteller Aldous Huxley, Ray Bradbury, Norman Mailer, William Inge, Dwight Macdonald, Christopher Isherwood, Steve Allen, Robert Frost, der Journalist Carey McWilliams und der Prediger Billy Graham gegen das Todesurteil aus. Das Büro von Gouverneur Brown erhielt zahllose Briefe mit der Bitte um Gnade für Chessman. Noch am Vorabend der Hinrichtung forderte eine Delegation, zu der auch Marlon Brando und Shirley MacLaine gehörten, eine Begnadigung Chessmans.
Andere Kommentatoren kritisierten, dass Chessman zu viel Aufmerksamkeit zuteilwurde und gerade europäische Journalisten nur selten das Schicksal der Opfer Chessmans erwähnten.
Chessmans letzter Anwalt George T. Davis bemühte sich um eine Wiederaufnahme des Verfahrens. Davis, der zuvor durch die Rehabilitierung des unschuldig zum Tode verurteilten Arbeiteraktivisten Thomas Mooney bekannt wurde, wollte den Fall vor den Obersten Gerichtshof der USA bringen.

### Die Hinrichtung

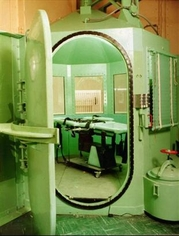
Die Gaskammer des Staates Kalifornien im San Quentin State Prison nach dem Umbau für Hinrichtungen mittels Giftspritze

Chessman, der als Henkersmahlzeit nur Kaffee und Milch sowie etwas Eiscreme zu sich nahm, sollte nun am 2. Mai 1960 in der Gaskammer des San-Quentin-Gefängnisses hingerichtet werden.
Nachdem Chessman in der Gaskammer auf dem Stuhl fixiert worden war, leitete der Henker die Hinrichtung ein. Als in der Kammer die ersten Gasschwaden aufstiegen, klingelte das Telefon des Todestraktes. George T. Davis hatte wenige Minuten vor dem angesetzten Hinrichtungstermin einen Richter von einem weiteren Aufschub überzeugen können. Dessen Sekretärin wählte jedoch zunächst die falsche Telefonnummer und erreichte das Gefängnis erst im zweiten Versuch. Der Gefängnismitarbeiter berichtete ihr, dass der Vorgang bereits zu weit fortgeschritten und nicht mehr zu stoppen war.
Zu diesem Zeitpunkt war Chessman der Todeskandidat, der in den USA am längsten auf seine Hinrichtung hatte warten müssen. Insgesamt hatte er 4.319 Tage im Todestrakt von San Quentin verbracht. In jüngerer Zeit wurde diese Dauer unter anderem von Mumia Abu-Jamal (von 1982 bis 2008), David Carpenter (seit 1984), Dean Carter (seit 1985), Richard Ramírez (24 Jahre, † 2013) und Stanley „Tookie“ Williams (24 Jahre, † 2005) um ein Vielfaches übertroffen.

## Der Fall Chessman in der Populärkultur
Caryl Chessmans Leben wurde bislang zweimal verfilmt. Die erste Verfilmung Cell 2455 Death Row aus dem Jahr 1955 unter der Regie von Fred F. Sears entstand nach Chessmans im Todestrakt verfassten Buch Todeszelle 2455. Chessmans Person bildet hier die Grundlage für Figur des Whit, der aus dem Gefängnis heraus die Umstände analysiert, welche ihn in die Todeszelle gebracht haben.
Erst 1977 wurde der Fall von Regisseur Buzz Kulik erneut verfilmt. Im Film Der Mann in der Todeszelle (Originaltitel: Kill Me If You Can) übernimmt Alan Alda die Rolle des zum Tode verurteilten Straftäters. In weiteren Rollen sind Talia Shire als Chessmans Anwältin Rosalie Asher und John Hillerman zu sehen.
Der US-amerikanische Rockmusiker Ronnie Hawkins veröffentlichte 1960 den Song The Ballad of Caryl Chessman, der im März des Jahres bis auf Platz 32 der kanadischen Charts vordrang.
Auch auf dem Album The Lamb Lies Down On Broadway der britischen Band Genesis wird Chessman erwähnt. So heißt es im Stück Broadway Melody of 1974:
„Caryl Chessman sniffs the air and leads the parade, he knows in a scent, you can bottle all you made.“
In den Liner Notes zu seinem Album I Ain't Marching Anymore nennt der Songwriter Phil Ochs den Fall Chessman als Teil der Inspiration für sein Stück Iron Lady, in welchem er eine kritische Position zu Todesstrafe bezieht.
In der Einleitung von Stephen Kings Friedhof der Kuscheltiere wird Chessman als „einer der Leute, die Bücher schrieben, in denen sie erzählten, was sie taten und warum sie es taten“ erwähnt.
Zudem wird er in Hunter S. Thompsons Roman Fear and Loathing in Las Vegas erwähnt, Ketil Bjoernstad widmet in seinem Roman Die Welt die meine war Chessman ein ganzes Kapitel. Im 2023 erschienenen Roman The Enchanters erwähnt ihn James Ellroy ebenfalls kurz.

## Schriften
- Todeszelle 2455. (engl.: Cell 2455, Death Row, 1954), Heyne Verlag, 1960.
- Trial by Ordeal. Prentice-Hall, 1955.
  - Mein Kampf ums Leben : Tatsachenbericht. Übersetzung Josef Toch. München : Heyne, 1960
- The Face of Justice. Prentice-Hall, 1957.
- The Kid Was a Killer. Gold Medal, 1960.